# Porcellio pseudocilicius
Porcellio pseudocilicius là một loài chân đều trong họ Porcellionidae. Loài này được Schmalfuss miêu tả khoa học năm 1992.